# Majority Rules – Becky regiert die Stadt
Majority Rules – Becky regiert die Stadt ist eine kanadische Comedyserie, gedreht ab 2009 im Auftrag von Entertainment One.

## Handlung
Die 15-jährige Rebecca „Becky“ Richards staunt nicht schlecht, als sie plötzlich als Bürgermeisterkandidatin in ihrer Heimatstadt Mayfield aufgestellt wird und die Wahl gewinnt. Nun regiert Becky, ohne jegliche Erfahrung, doch mit viel Leidenschaft die Stadt. An ihrer Seite und immer für sie da sind ihre Freundinnen Margo Dubois und Kiki Kincaid. Auch andere Freunde fungieren als Berater und Kamerateam.
Doch dann ist da noch Jack, der Sohn des ehemaligen Bürgermeisters, in den Becky verliebt ist. Dabei sind die Konflikte vorprogrammiert.
Becky wächst an ihren Aufgaben und es gelingt ihr durch ihr ansteckendes Lachen und ihre leidenschaftliche Art, ihrer Herausforderungen Herr zu werden, um ihre Stadt zum Blühen zu bringen.

## Besetzung
| Figur          | Darsteller       | Deutscher Sprecher        | Folgen |
| -------------- | ---------------- | ------------------------- | ------ |
| Becky Richards | Tracy Spiridakos | Kristina Tietz            | 26     |
| Jack Braddock  | Wesley Morgan    | Niclas Lutz               | 17     |
| Kiki Kincaid   | Sasha Clements   | Lucia Xu                  | 26     |
| Margo Dubois   | Jenny Raven      | Rubina Kuraoka            | 26     |
| Jarmin         | Dalmar Abuzeid   | Christian Zeiger          | 24     |
| Mo             | Madison Cassaday | Constantin von Jascheroff | 22     |

## Episodenliste
| #  | Deutscher Titel                | Originaltitel                        | Dt. Premiere |
| -- | ------------------------------ | ------------------------------------ | ------------ |
| 1  | Mädchen vor!                   | Go Girl!                             | 2. Mai 2011  |
| 2  | In Mayfield stinkt’s           | There’s Something Rotten in Mayfield | 2. Mai 2011  |
| 3  | Tag Eins                       | Karen Moonah                         | 3. Mai 2011  |
| 4  | Vorschusslorbeeren             | A Promising Start                    | 3. Mai 2011  |
| 5  | Das Kuchenattentat             | Just Desserts                        | 4. Mai 2011  |
| 6  | Die Omelettaktion              | Great Eggs-pectations                | 4. Mai 2011  |
| 7  | Undercover                     | Becky Knows Best                     | 5. Mai 2011  |
| 8  | Das Pfand-Pflanzen-Projekt     | Me & Ma Big Ideas                    | 5. Mai 2011  |
| 9  | Kleinlich ist anders           | A Tiny Clitch                        | 9. Mai 2011  |
| 10 | Die Kunst des Filibusterns     | Filibuster Club                      | 9. Mai 2011  |
| 11 | Das Auszeitdesaster            | Becky for a Day                      | 10. Mai 2011 |
| 12 | Die Last der Entschuldigung    | Never Say Sorry                      | 10. Mai 2011 |
| 13 | Die Gunst der Stunde           | Pranked                              | 11. Mai 2011 |
| 14 | Die Miss Maiskolben-Wahl       | Pageant Blues                        | 11. Mai 2011 |
| 15 | In der Zwickmühle              | Becky Takes a Pass                   | 12. Mai 2011 |
| 16 | Quellen der Inspiration        | Art Show                             | 12. Mai 2011 |
| 17 | Unter Schwestern               | Opposites Detract                    | 16. Mai 2011 |
| 18 | Verschollen im Irgendwo        | Lost in the Woods                    | 16. Mai 2011 |
| 19 | Auf Geisterjagd (Teil 1)       | Boo WHO?                             | 17. Mai 2011 |
| 20 | Auf Geisterjagd (Teil 2)       | Boo WHO, Too                         | 17. Mai 2011 |
| 21 | 'G' für Gerechtigkeit          | G ist for Gavel                      | 18. Mai 2011 |
| 22 | Wilder Protest                 | Strange Bedfellows                   | 18. Mai 2011 |
| 23 | Verliebter Klammeraffe         | Me & My Shadow                       | 19. Mai 2011 |
| 24 | Proeten und Proesie            | Temporary Insanity                   | 19. Mai 2011 |
| 25 | Alte und neue Vogelgeschichten | A Day in the Life                    | 23. Mai 2011 |
| 26 | Ewige Erinnerungen             | A Stitch in Time                     | 23. Mai 2011 |